# Langues paléo-hispaniques

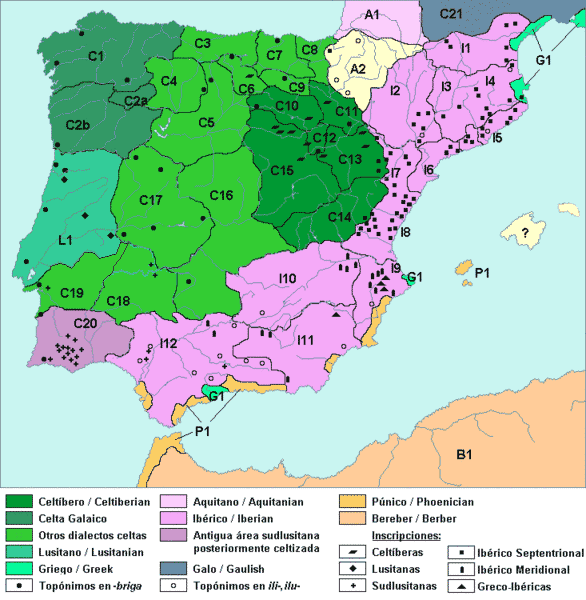
Carte linguistique basée sur la distribution de toponymes et inscriptions.

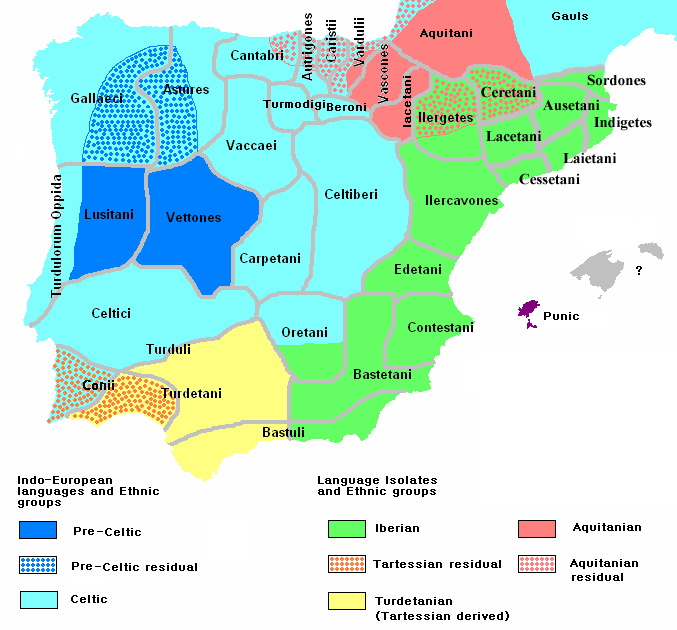
Répartition des idiomes linguistiques de la péninsule ibérique vers 200 av. J.-C..

Les langues paléo-hispaniques en accord avec les limites des inscriptions ou écritures paléo-hispaniques.

Les langues paléo-hispaniques désignent les langues indigènes de la péninsule Ibérique d'avant la conquête de cette dernière par les Romains. La notion même de langues indigènes ou autochtones est controversée car on ne connaît pas l'origine de certaines d'entre elles tandis que d'autres s'apparentent au groupe indo-européen (donc importé). De plus aucun lien de parenté n'a été établi de manière certaine entre ces langues. On utilise donc plutôt cette notion pour désigner les idiomes qui ne sont pas apparentés au phénicien, au grec ancien ou au latin bien entendu. 
Certaines de ces langues paléo-hispaniques ont probablement disparu sans laisser de traces, d'autres ont été conservées dans les inscriptions en écritures paléo-hispaniques ou en alphabet latin, remontant au moins jusqu'au Ve siècle av. J.-C. (voire au VIIe siècle av. J.-C.) jusqu'au Ier siècle. On ne possède donc plus que le système d'écriture sans connaître directement la langue, comme c'est le cas pour d'autres langues de la même époque en Méditerranée occidentale, telles que l'étrusque, le paléo-sarde ou encore le ligure ancien.

## Les différentes langues
Les langues connues à partir des textes écrits sont :
- L'ibère : localisé le long de la côte méditerranéenne et arrière-pays ; non apparenté à une langue indo-européenne, classé comme isolat linguistique.

- Le celtibère et le gallaïque : localisé respectivement au centre et au nord-ouest de la péninsule Ibérique ; langue indo-européenne du groupe des langues celtiques, mais proche à la fois du gaulois (au sein des langues celtiques continentales) et du vieux gaélique.

- L'aquitain : localisé dans les régions actuelles du Pays basque, Navarre, partie ouest des Pyrénées et une partie de l'Aquitaine ; peut-être identifiable au proto-basque, certaines cartes portent la mention vascon, non apparenté à une langue indo-européenne, classé comme isolat linguistique.

- Le tartessien : à l'extrême sud-ouest de la péninsule ibérique, le nom venant de Tartessos ; non apparenté à une langue indo-européenne, classé comme isolat linguistique.

- Le lusitain ou lusitanien, parlé dans la région du Portugal actuel au nord du bassin du Tage ; certainement une langue indo-européenne, mais on en connaît trop peu pour la classer dans une sous-famille ; selon certains peut-être davantage apparenté aux langues italiques ou au ligure qu'aux langues celtiques.